# Parallaxis rufula
Parallaxis rufula är en insektsart som beskrevs av Henry Fairfield Osborn 1928. Parallaxis rufula ingår i släktet Parallaxis och familjen dvärgstritar.
Artens utbredningsområde är Bolivia. Inga underarter finns listade i Catalogue of Life.